# 118 (число)
118 (сто восемнадцать) — натуральное число, расположенное между числами 117 и 119. Оно не является простым числом, а относительно последовательности простых чисел расположено между 113 и 127.

## В математике
- 118 является чётным трёхзначным числом.
- Число 118 является полупростым числом[2].
- 118 — наименьшее из чисел, которое может быть записано четырьмя способами в виде суммы различных трёх чисел, которые при умножении друг на друга дают одинаковый результат: {\displaystyle 118=14+50+54=15+40+63=18+30+70=21+25+72}; перемноженные числа из каждой тройки равны 37800[3][4].
- Также 118 — это наименьшее трёхзначное составное число, для которого все числа, получающиеся в результате перестановки цифр (181 и 811), являются простыми[4].
- 118 является суммой кубов трёх положительных чисел: {\displaystyle 118=3^{3}+3^{3}+4^{3}}[4][5].
- Число 118 является 21-угольным и центрированным 39-угольным числом[6].
- Если натуральное число {\displaystyle N\geqslant 118}, то интервал {\displaystyle [N,4N/3]} содержит простое число в каждой из форм: {\displaystyle 4n+1}, {\displaystyle 4m-1}, {\displaystyle 6k+1} и {\displaystyle 6j-1}, где {\displaystyle n,m,k,j\in \mathbb {N} }[3].
- Число 118 — наименьшее натуральное число, у которого расстояние до ближайшего простого числа превышает количество делителей.

## В науке
- Атомный номер оганесона.
- (118) Пейто - астероид главного пояса.